# Cristiane
Cristiane Rozeira de Souza Silva (15 de mayo de 1985; Osasco, São Paulo, Brasil) es una futbolista profesional brasileña que juega como delantera y su actual equipo es el Flamengo del Brasileirao Femenino.
Anotó once goles en las Copas Mundiales y catorce en los Juegos Olímpicos con la selección nacional.

## Trayectoria

### Inicios
Comenzó a jugar en el equipo local de São Bernardo y después en el Clube Atlético Juventus en la ciudad de São Paulo. A los 15 años debutó con la selección brasileña sub-19 y formó parte de la Copa Mundial Femenina de Fútbol Sub-19 de 2002 que se disputó en Canadá, y también en la Copa Mundial Femenina de Fútbol Sub-19 de 2004 celebrada en Tailandia. Terminaron en cuarto lugar en ambos campeonatos. En 2003 marcó un gol en el Campeonato Sudamericano Femenino de 2003 que ganó con la Selección femenina de fútbol de Brasil. También formó parte del equipo en la Copa Mundial Femenina de Fútbol de 2003, saliendo como suplente en cuatro de los partidos de la selección.

### Éxitos

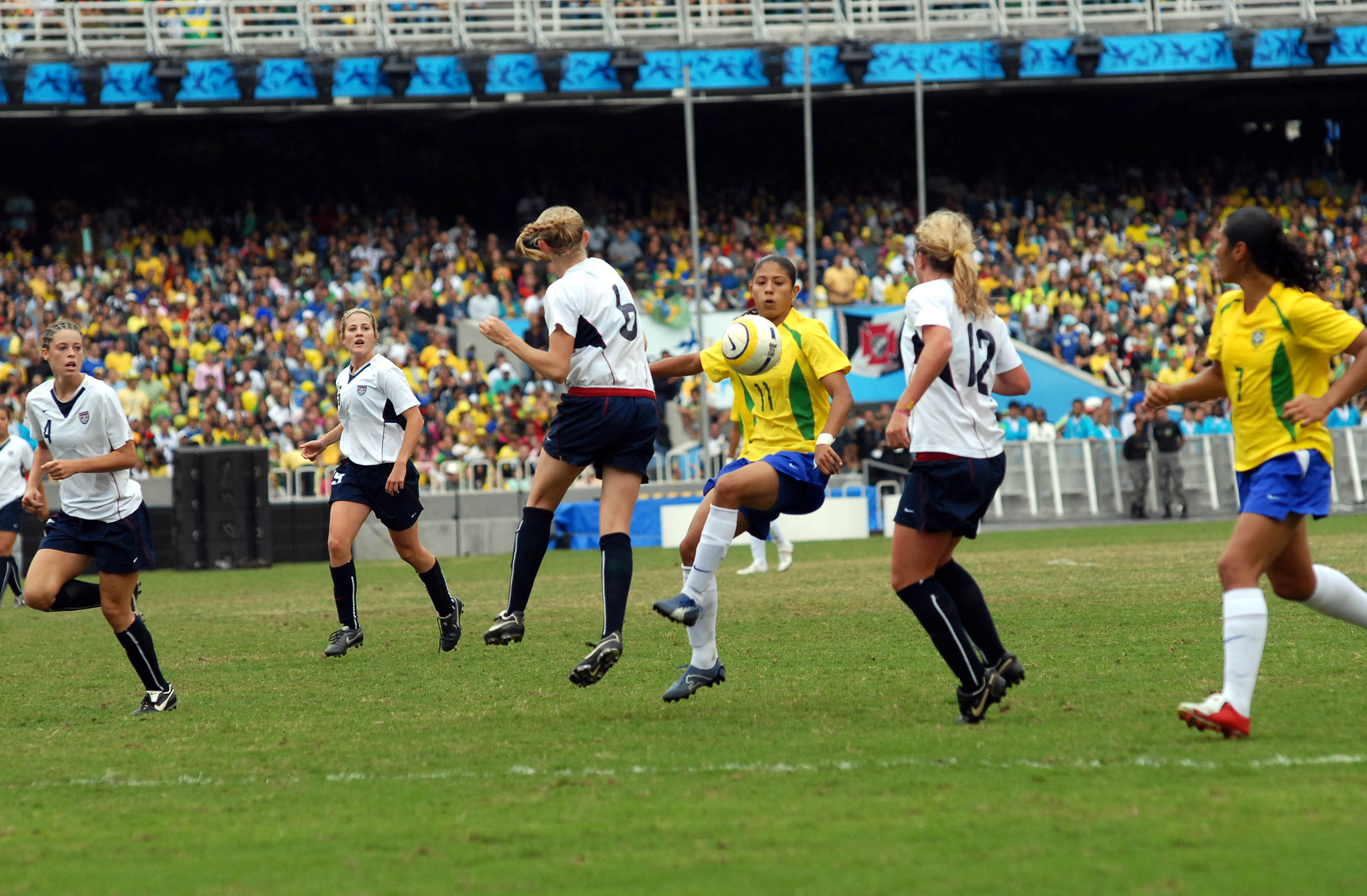
Cristiane durante la final de los Juegos Panamericanos 2007.

Dio un salto de calidad en el torneo olímpico de Atenas 2004. Su selección alcanzó la final, pero perdieron ante la Selección femenina de fútbol de los Estados Unidos. Con la medalla de plata consiguieron de todas maneras alcanzar el mayor logro de su país hasta entonces. Con cinco goles fue nombrada máxima goleadora del torneo junto a la alemana Birgit Prinz.
En febrero de 2005 cambió el equipo en el que jugaba, el Atlético Juventus, por el 1. FFC Turbine Potsdam de la Bundesliga alemana. Durante esa temporada, la 2005-06, ganó el título de liga y de copa, aunque habitualmente fue suplente debido a las dificultades que tuvo para ajustarse al juego físico alemán. En la siguiente temporada fue transferida al equipo rival, VfL Wolfsburgo, donde marcó siete goles a lo largo de la temporada 2006-07. Debido a sus problemas de adaptación al juego alemán, en agosto de 2007 decidió volver a Brasil.

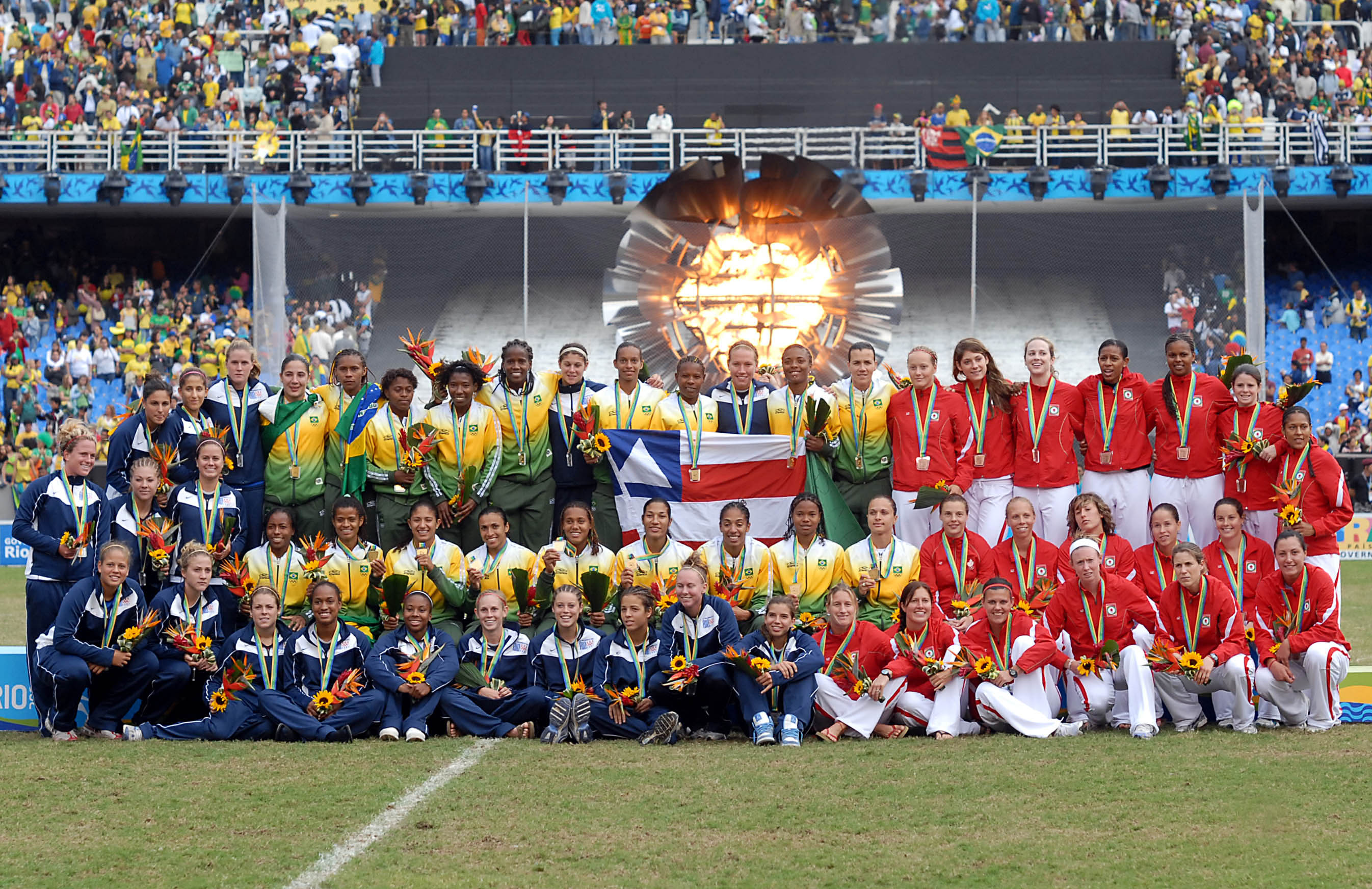
Entrega de premios de los Juegos Panamericanos 2007.

Fue la máxima goleadora del Campeonato Sudamericano Femenino de 2006 con doce goles, sin embargo su selección jugó con un equipo debilitado y solo pudo ser segunda clasificada tras la Selección femenina de fútbol de Argentina. En 2007 marcó ocho goles en los Juegos Panamericanos 2007, dos de ellos en la final que ganaron y que se celebró en el Estadio Maracaná, en Río de Janeiro, Brasil ante 68000 personas.
En la Copa Mundial Femenina de Fútbol de 2007 fue votada como la tercera mejor jugadora del torneo tras marcar cinco goles y ser la segunda máxima goleadora de su equipo tras Marta Vieira da Silva. En las semifinales se enfrentaron a Estados Unidos, y provocó una inmerecida tarjeta roja para Shannon Boxx. Ya en la final perdieron ante las defensoras del título, la Selección femenina de fútbol de Alemania. Este año también fue nombrada tercera mejor jugadora Mundial de la FIFA. En febrero de 2008 firmó un contrato de cinco meses, hasta los Juegos Olímpicos de Pekín 2008, con el equipo sueco Linköpings FC.
El 21 de agosto de 2008, en los Juegos Olímpicos, fue la máxima goleadora del torneo con cinco goles, pero nuevamente perdieron la final ante la selección de Estados Unidos por un gol a cero en el tiempo extra. El 28 de agosto firmó con el Corinthians para disputar el Campeonato Paulista. El 30 de agosto debutó con su nuevo equipo y ganó su primer gol, ayudando a ganar al São José EC por tres goles a uno.

### Estados Unidos y Brasil
El 24 de septiembre de 2008, los Chicago Red Stars de la Women's Professional Soccer adquirieron los derechos de la jugadora. El 27 de febrero del siguiente año firmó con dicho equipo. El 12 de julio de 2009, marcó la primera tripleta de la historia de la liga, ayudando a su equipo a ganar por tres goles a uno a FC Gold Pride.
En agosto de 2009 volvió a Brasil, en esta ocasión durante tres meses, para jugar con el Santos FC la Copa Libertadores de América Femenina. En dicha competición fue la máxima anotadora con 15 goles, y se adjudicó el torneo ganando a la Universidad Autónoma de Asunción por nueve goles a cero. También ayudó a su equipo para ganar la Copa de Brasil. Al año siguiente volvieron a obtener el título de la Libertadores, tras ganar en la final al Everton de Chile por un gol a cero. Cristiane anotó siete goles para ser la segunda máxima anotadora del torneo.
En septiembre de 2011 se unió al equipo ruso WFC Rossiyanka. Al año siguiente volvió a Brasil para unirse al São José EC. En los Juegos Olímpicos de Londres 2012 marcó en los dos primeros encuentros, pero perdieron el tercero ante las anfitrionas y ante la Selección femenina de fútbol de Japón en los cuartos de final. En 2013 se anunció que se sumaría al Goyang Daekyo Noonnoppi WFC de la liga de Corea del Sur, y poco después que volvería a Brasil para formar parte del Centro Olímpico.

## Estadísticas

### Clubes
| Club                   | País           | Año       |
| ---------------------- | -------------- | --------- |
| CA Juventus            | Brasil         | 2003-2005 |
| 1. FFC Turbine Potsdam | Alemania       | 2005-2006 |
| VfL Wolfsburgo         | Alemania       | 2006-2007 |
| Linköpings FC          | Suecia         | 2008      |
| SC Corinthians         | Brasil         | 2008-2009 |
| Chicago Red Stars      | Estados Unidos | 2009      |
| Santos FC              | Brasil         | 2009-2011 |
| WFC Rossiyanka         | Rusia          | 2011      |
| São José EC            | Brasil         | 2012      |
| Daekyo Kangaroos       | Corea del Sur  | 2013      |
| Centro Olímpico        | Brasil         | 2013-2015 |
| Paris Saint-Germain    | Francia        | 2015-2017 |
| Changchun Zhuoyue      | China          | 2017-2019 |
| São Paulo FC           | Brasil         | 2019-Act. |

## Palmarés
Santos FC
- Copa Libertadores - Campeona (1): 2009.
- Copa de Brasil de Fútbol Femenino - Campeona (1): 2009.

Selección de Brasil
- Plata en la Copa Mundial Femenina de Fútbol de 2007.
- Oro en los Juegos Panamericanos 2007.
- Plata en los Juegos Olímpicos: 2004 y  2008.
- Sudamericano Femenino: 2003.

VfL Wolfsburg
- Bundesliga Femenina Campeona: 2006

Paris Saint-Germain FC Féminines
- Copa de Francia de Fútbol Femenino - Campeona (1): 2018

## Distinciones individuales
- Tercera posición del Jugador Mundial de la FIFA: 2007, 2008.
- Tercera mejor jugadora de la Copa Mundial Femenina de Fútbol de 2007.
- Máxima goleadora de la Copa Libertadores de América Femenina: 2009, 2012.
- Futbolista con más goles en una sola edición de Copa Libertadores Femenina: 2009 (15 goles).
- Máxima goleadora del Campeonato Sudamericano Femenino de 2006. Campeonato Sudamericano Femenino de 2014.
- Máxima goleadora de los Juegos Olímpicos: Con 14 goles
- Ha marcado dos tripletas en los Juegos Olímpicos, incluyendo la más rápida en la historia olímpica. Solo ella y Birgit Prinz han marcado una tripleta en los Juegos Olímpicos.

## Vida personal
Cristiane es abiertamente lesbiana, y ha tenido relación con la abogada Ana Paula Garcia Silva, desde febrero de 2019. Ambas se casaron el 15 de agosto de 2020 en São Paulo, Brasil. Su hijo Bento nació el 26 de abril de 2021.